# Уголовный кодекс Грузии
Уголовный кодекс Грузии (УК Грузии, груз. საქართველოს სისხლის სამართლის კოდექსი) — основной источник уголовного права Грузии, устанавливающий преступность и наказуемость деяний на территории Грузии.
Действующая редакция Уголовного кодекса Грузии была подписана президентом Грузии Э. Шеварднадзе 22 июля 1999 года и вступила в силу с 1 июня 2000 года, сменив предыдущий Уголовный кодекс Грузинской ССР 1960 года, применявшийся до тех пор (который, в свою очередь, сменил УК ГССР 1928 года).

## Структура кодекса
Кодекс состоит из Общей (разделы 1—6, главы I—XVIII) и Особенной частей (разделы 7—15, главы XIX—XLIX). В Общей части рассматриваются основные понятия уголовного законодательства, устанавливаются основания уголовной ответственности и освобождения от неё, общие положения об уголовном наказании и освобождении от него, принудительных мерах лечения, а также особенности уголовной ответственности несовершеннолетних.
Особенная часть включает в себя статьи, описывающие составы конкретных преступлений. Структура Особенной части отражает иерархию ценностей, охраняемых уголовным законом: на первом месте стоят преступления против человека, затем экономические преступления и преступления против общественных и государственных интересов.

## Особенности кодекса
УК Грузии во многом основан на положениях Модельного Уголовного кодекса для государств — участников СНГ; также многие нормы заимствованы из Уголовного кодекса РФ 1996 года, хотя учтён и опыт применения УК Грузинской ССР 1960 года, а также международные нормы и особенности социально-политической обстановки в Грузии.
В кодексе отсутствует законодательное определение понятия «преступление». Раскрывается содержание понятия «причинная связь», что нетипично для большинства актов уголовного законодательства. В кодексе присутствуют нормы, направленные на противодействие нарушениям режима государственных границ, а также на привлечение к ответственности граждан Грузии, совершивших преступление за её пределами; фактически эти нормы почти не применяются.
Кодекс учитывает положения международного права, устанавливая ответственность, в частности, за такие преступления, предусмотренные международными договорами и конвенциями, как легализацию («отмывание») незаконных доходов и терроризм.
В кодекс регулярно вносятся изменения, отражающие изменения регулируемых им общественных отношений и появление новых видов и форм общественно опасных деяний.